# Friederike Leisching

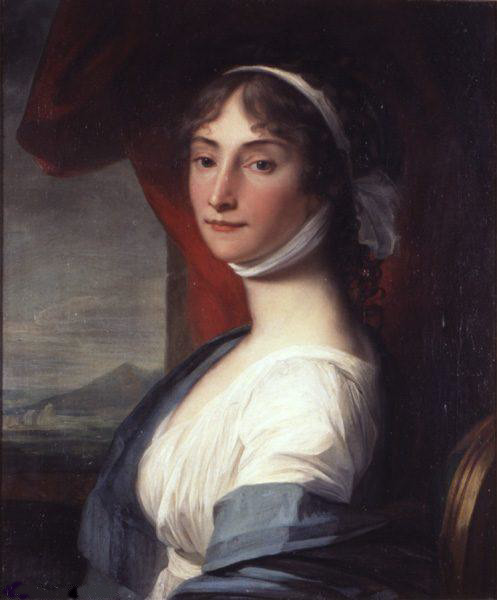
Friederike Leisching 1799, Ölgemälde von Jean Laurent Mosnier

Friederike Margarethe Elisabeth Leisching (* 12. August 1767 in Kopenhagen; † 8. September 1846 in Kiel) war eine deutsche Malerin und Zeichnerin, die durch ihre Porträts von Matthias Claudius und seiner Familie bekannt geworden ist.

## Familie
Friederike Leisching wurde als einzige Tochter von vier Kindern des dänischen Staatsrats Johann Christian Leisching und der Margarethe Elisabeth Leisching, geb. Baur geboren.
Ihre Vorfahren waren sächsische Krämer, die nach ihrer Übersiedlung nach Thüringen in das Patriziertum aufstiegen. Der Großvater Andreas Christian war bei der Leibgarde König Augusts des Starken, dann Pfarrer in Crimmitschau und Pfarrer und Diakon bei St. Stefani in Langensalza. Die Großmutter Martha Maria Schmidt war eine Schwester der Mutter von Friedrich Gottlieb Klopstock. Der Onkel Karl Gottlob Leisching genoss als Superintendent in Langensalza großes Ansehen.
Ihr Vater Johann Christian Leisching besuchte mit Klopstock und Lessing die Mittelschule in Schulpforta, kam in den dänischen Staatsdienst und wurde Assistenzrat in Kopenhagen. Er stand in naher Beziehung zu den dänischen Aufklärungsministern und Gegnern Struensees, den Grafen Johann Hartwig und Andreas Peter von Bernstorff. Später wurde er dänischer Staatsrat und Ministerresident in Lübeck. 1765 heiratete er in Altona Margarethe Elisabeth Baur, wo er auch Eigentümer des Altonaer Merkur wurde.

## Leben und Wirken
Die künstlerische Ausbildung erhielt sie an ihrem Geburtsort Kopenhagen, in Paris und Rom. Sie war eine Freundin der schweizerisch-österreichischen Malerin Angelika Kauffmann, des Malers Philipp Otto Runge und der Familie des Dichters Matthias Claudius. Von ihm selbst fertigte sie ein bekanntes Ölgemälde und eine Bleistiftzeichnung an. Nach dessen Tod meinte seine Witwe Rebecca: „Dat is dat eenzigste Bild, wo ik mi noch an Vadder erinnern kann. Up de Ölbiller kenn ik em gornich wedder.“
Das Bildnis von Claudius’ Tochter Christiane (1775–1796) wurde später von Hannsjörg Schmitthenner in den Kindheitserinnerungen der Claudiusenkelin Agnes Perthes an ihren Großvater publiziert. Mit seiner Tochter Karoline, später verehelichte Perthes, stand sie im Briefwechsel. Mit ihrem Bruder lebte sie ab 1807 auf dem Gut Bossee bei Westensee zusammen und zog mit ihm 1824 nach Kiel. Stets unvermählt geblieben, starb sie dort 1846 als Nonne.